# Wen Xingyu
Wen Xingyu (1941, Dandong, Liaoning, Xina – 30 de juliol de 2007, Pequín) fou un director de cinema i teatre xinès i un actor còmic reconegut. Es va graduar al Departament d'Interpretació de l'Acadèmia Central de Drama. A principis dels anys noranta, va protagonitzar la primera comèdia de situació de la Xina continental, I Love My Family.

## Biografia
Wen Xingyu va néixer a la ciutat de Dandong, província de Liaoning, tot i que la seva família era originària de la província de Shandong. Durant l’etapa de secundària, es va graduar a l’Institut 101 de Pequín, destacant tant pels seus excel·lents resultats acadèmics com per la seva implicació en les activitats culturals. L’any 1960 va ingressar al Departament d’Interpretació de l’Acadèmia Central de Drama i en va sortir graduat el 1963. Després va esdevenir actor del Teatre Experimental Central, on també va exercir com a subdirector. Des de finals dels anys setanta fins als vuitanta es va dedicar a la direcció teatral.
El 23 de maig de 1977, Wen Xingyu va participar en l'obra de teatre satírica Quan les fulles d’auró es tornen vermelles, estrenada al Teatre d'Art Juvenil de la Xina. Aquesta obra va marcar el renaixement teatral després de la Revolució Cultural.
Durant els anys 1980, va exercir com a director executiu i va dirigir nombroses obres, entre elles La cançó del gran vent, La veritable història d’A Q, L’ànima i la carn i Cròniques d’un col·lega agitat.
L’any 1983 va interpretar el personatge de “l’alt i prim” a l’obra Simfonia de cassoles i paelles.
El 1987 va dirigir la sèrie de televisió Una història del passat.
L’any 1989 va dirigir l’obra L’ànima i la carn, innovant en tècniques escèniques i mètodes de representació.
El mateix any va dirigir Cowboy urbà, la seva última obra teatral abans de dedicar-se a produccions televisives.
L’any 1992 va col·laborar amb Lin Cong a la sèrie T’estimo sense discutir-ho.
A principis de 1993 va protagonitzar la sèrie Jo estimo la meva família, la primera comèdia de situació de la Xina continental, que es va convertir en un èxit televisiu destacat.
L’any 1995 va interpretar un veterà policia a la sèrie Policies de l’oest.
El 1997 va actuar a la pel·lícula Amor picant, nominada a premis internacionals.
L’any 1998 va dirigir la comèdia La casa de l’ordinador, i va donar el paper principal a Ying Zhuang, ajudant-lo a destacar com a actor còmic.
L’any 1999 va participar a la sèrie Mai tancar els ulls, dirigida per Zhao Baogang.
El 2000 va dirigir i protagonitzar la sèrie Amb esperit viu, especialment adreçada a gent gran, i va compartir protagonisme a Casa amb problemes.
A principis de 2000 va presentar la Gala de Cap d’Any de CCTV, amb l’esquetx La noia que estima riure.
L’any 2002 va dirigir i protagonitzar Les aventures de l’ancià Gao.
El 2003 va actuar a la sèrie El pare es diu Hongqi i va tornar a col·laborar amb Guan Ling a El captivador recinte.
El 2004 va fer un paper de convidat a la sèrie Casa amb fills, interpretant l’avi Xia Xiang.
El 2005 va participar a la sèrie La flor de la lila, dirigida per Ying Da.
El 2006 va actuar a la sèrie Perfecte al cent per cent: l’època dels somnis.
Va morir de càncer de pulmó a Pequín, a les 5:15 del matí del 30 de juliol de 2007, als 65 anys.

## Obres destacades

### Director
- Drama: La Gran Cançó del Vent, L'Ànima i la Carn, La Veritable Història d'Ah Q
- Sèries de televisió: City Scarecrow, Computer Home, Live Spiritedly

### Actor
- Drama: Quan les fulles d’auró es tornen vermelles, Ànima i carn
- Pel·lícules: Amor picant, Cantant de la fi del món, Els problemes a casa, Somni de Cap d'Any, M'encanta el meu cotxe, Lilàs en flor, Policia de l'oest, La flama de la vida
- Sèries de televisió: Estimo la meva família, Policia de l'oest, Casa amb nens, No oblidaré mai, Una família a Àustria, Les aventures del vell Goriot, Pati encantador, Dues famílies
- Esbossos: La noia a qui li encanta riure, Mare cada hora